# 블랙 잭 (만화)
《블랙 잭》(ブラック・ジャック 부랏쿠 쟛쿠[*])은 테즈카 오사무가 창작한 일본의 만화이자 이를 원작으로 하는 애니메이션, 영화, 연극이다. 데즈카의 후기 작품을 대표하는 작품으로서 1973년부터 1983년까지 아키타 쇼텐의 만화 잡지 《주간 소년 챔피언》에서 연재되었다. 데자키 오사무가 감독한 오리지널 비디오 애니메이션이 1993부터 2011년까지 제작되었고, 아들 데즈카 마코토가 감독한 TV 시리즈 애니메이션이 2004년부터 2006년까지 방영되었다. 내용은 주로 20페이지 정도의 단편으로 이루어져 있다.

## 줄거리
천재적인 의술을 가진 외과의사지만 무면허인 블랙 잭이 기묘한 의뢰를 받으면서 겪는 이야기이다. 대부분의 이야기는 블랙 잭이 의식하지는 않지만 궁핍하거나 가난한 자를 무료로 치료하거나 오만한 자에게 겸손함에 대한 교훈을 주어 좋은 행위를 하는 것을 포함하며, 선량한 인물이 다른 이를 구하기 위하여 어려움을 참거나 가끔은 피할 수 없는 죽음을 맞이하는 것으로 끝나기도 한다.

## 만화
만화 블랙 잭은 1973년부터 1983년까지 연재되었다. 단행본 1권은 12에서 15장으로 나뉘며, 각각의 장은 20페이지 정도이다. 첫 번째 에피소드는 〈의사는 어디에!(医者はどこだ!)〉이며, 마지막 에피소드는 〈수술의 순서(オペの順番〉)이다. 만화의 대부분의 에피소드는 2003년에 스페셜 애니메이션이 방영될 때까지 애니메이션으로 제작되지 않았으며, 2004년에 TV 시리즈 애니메이션 《블랙 잭》이, 2006년에 TV 시리즈 애니메이션 《블랙 잭 21》이 제작되었다. 

## 같이 보기
- 영 블랙 잭